# Jean-Jacques Servan-Schreiber
Pour les autres membres de la famille, voir Famille Servan-Schreiber.
Jean-Jacques Servan-Schreiber (aussi appelé par ses initiales JJSS), né Jean-Jacques Schreiber le 13 février 1924 à Paris et mort le 7 novembre 2006 à Fécamp, est un journaliste, essayiste et homme politique français.

## Biographie

### Carrière

#### Jeunesse
Jean-Jacques Servan-Schreiber naît en 1924. Il est le fils aîné d'Émile Servan-Schreiber, codirecteur du journal Les Échos, et de Denise Brésard, maire de Veulettes-sur-Mer.
Jouissant de toute l'attention de sa mère, Jean-Jacques Servan-Schreiber est un enfant doué et travailleur. Dès l'adolescence, son père l'entraîne avec lui dans les réunions de son cercle où se rencontrent des personnalités comme le ministre Raoul Dautry.
Reçu à l'École polytechnique en 1943, il rejoint de Gaulle avec son père et choisit la filière américaine en étant formé comme pilote de chasse dans l'Alabama. Obtenant son brevet en avril 1945, il ne participe à aucun combat aérien. Dans Le Huron de la famille (1979), son cousin Jean-Claude, gaulliste engagé dans la cavalerie blindée et rapidement envoyé au combat, ironise sur le choix d'une formation longue dans l'aviation, qui permettait de gagner le prestige de l'uniforme sans grand risque de partir au front immédiatement. Jean-Jacques Servan-Schreiber justifie dans ses mémoires son choix de l'Armée de l'air, en exprimant sa crainte de mourir brûlé dans un char d'assaut.
Terminant Polytechnique à la Libération, il n'exerce jamais son métier d'ingénieur. Il tente l'aventure au Brésil en 1948 où il est représentant d'un avion français, le Courlis, puis gérant d'un hôtel à São Paulo, sans franc succès. Passionné par les sciences et par la politique, Jean-Jacques Servan-Schreiber se découvre un goût pour l'écriture et pour le journalisme, écrivant des articles pour Les Échos et pour la presse locale brésilienne. Brillant, il est engagé au Monde par Hubert Beuve-Méry en personne et devient à 25 ans éditorialiste en politique étrangère. Sa bonne connaissance des États-Unis lui permet de se spécialiser dans l'analyse de la guerre froide.

#### Fondateur deL'Expressà 29 ans
Convaincu que la décolonisation est inéluctable et nécessaire, il signe une série d'articles sur le conflit indochinois. Cela lui permet une rencontre qui change le cours de sa vie avec Pierre Mendès France (PMF), député de l'Eure, et farouchement opposé à la poursuite de l'effort militaire français en Indochine.
Considérant Mendès France comme le seul homme capable de sortir la France de l'enlisement et de la médiocrité du personnel politique de la IVe République, JJSS crée en 1953 le magazine L'Express avec la journaliste Françoise Giroud. D'abord simple supplément du week-end aux Échos, ils en font un journal généraliste indépendant, ayant pourtant clairement pour but d'amener Pierre Mendès France, ou ses idées, au pouvoir. Malgré des débuts difficiles, L'Express, devenu quotidien en 1955, est rapidement le journal de toutes les innovations, séduisant ou agaçant la jeunesse et les intellectuels des années 1950 et 1960. Le journal pratique le tri sélectif des informations : ainsi, L'Express garde le silence sur la répression sanglante du soulèvement de Budapest par l'Armée rouge.
À seulement trente ans, JJSS (il est le premier à se désigner sous ses initiales, selon l’usage américain) est le directeur de son propre journal dans lequel écrivent Albert Camus, Jean-Paul Sartre, André Malraux et François Mauriac. Entre saisies et censures, le succès de L'Express est grandissant. Au bout d'une année d'existence, l'objectif de la jeune équipe est atteint : Pierre Mendes France, à la suite de la défaite de Điện Biên Phủ, est élu Président du Conseil. JJSS devient l'un de ses conseillers.
Proche de François Mitterrand et de Valéry Giscard d'Estaing, qu'il a connu à Polytechnique et qui disait de lui qu'il « avait une case en trop », JJSS est un éditorialiste virulent et influent. Son réseau comprend des hommes tels que Simon Nora, Jacques Duhamel ou encore Lazare Rachline (Lucien Rachet).[réf. nécessaire]
Lorsque débute la guerre d'Algérie, JJSS et L'Express combattent de nouveau certaines exactions de l'armée française et une guerre qui ne semble déjà plus civile, mais coloniale. JJSS est mobilisé avec le grade de lieutenant sous le commandement du colonel Roger Barberot, adjoint du général Jacques Pâris de Bollardière, seul général français à avoir dénoncé publiquement la torture en Algérie par une lettre datée du 7 mars 1957 adressée à son commandement et publiée trois semaines plus tard dans L'Express. Cette publication oblige Bollardière à quitter son poste de commandement. De cette expérience algérienne, JJSS tire son premier ouvrage Lieutenant en Algérie à cause duquel il sera accusé d'atteinte au moral de l'armée.
En 1958, il fédére trois associations d'anciens combattants d'Algérie dont la sienne, celle des « rappelés et maintenus », pour fonder, le 21 septembre, la Fédération nationale des anciens d'Algérie (FNAA) qu'il préside jusqu'en 1965. Guidé par l'exemple du général Pâris de Bollardière, il agit pour la paix en Algérie et se retrouve aux côtés de Pierre Mendès France contre les exactions de l'OAS.
À la fin des années 1950, la notoriété de L'Express s'étend bien au-delà de la France. Ses prises de position réformatrices l'amènent à être contacté par le sénateur américain John Fitzgerald Kennedy qui s'intéresse de près aux décolonisations dont le cas de l'Algérie est typique. L'Express est le premier journal européen à faire sa « une » de John Fitzgerald Kennedy en 1957. Plus tard, Kennedy contacte Mendès France et JJSS afin de connaître l'attitude du général de Gaulle à son égard pour préparer sa visite officielle en France. JJSS et Kennedy se retrouvent une dernière fois au début de l'année 1963 à la Maison-Blanche. JJSS apporte au président américain un livre de Jules Roy sur le conflit en Indochine. Son but était de mettre en garde le président sur un enlisement au Viêt Nam. JJSS garde par la suite de très bonnes relations avec la famille Kennedy dont il espérait peut-être copier le modèle avec sa propre famille. Cela lui valut d'ailleurs le sobriquet de « Kennedillon » lancé par François Mauriac.
Opposé au retour du général de Gaulle en 1958, JJSS voit son journal perdre en audience au début des années 1960, passant de 300 000 à 50 000 exemplaires. L'Express retrouve alors une périodicité hebdomadaire. C'est également une période de gros bouleversements personnels pour son fondateur. À la suite d'une guerre de succession familiale entre Robert, sa fille Marie-Claire et Émile Servan-Schreiber, les Servan-Schreiber perdent le contrôle des Échos. JJSS se fâche avec son mentor Mendès France, divorce de sa première épouse Madeleine Chapsal, se sépare de sa maîtresse Françoise Giroud et épouse Sabine Becq de Fouquières, stagiaire à L'Express, fille du colonel de Fouquières. Il aura d'elle quatre fils : David, Émile, Franklin et Edouard.
En 1964, JJSS, après une étude commandée à son frère Jean-Louis Servan-Schreiber, transforme son journal en news magazine d'après le modèle de Time Magazine et de Der Spiegel. Visant le lectorat des nouvelles classes moyennes (les cadres notamment) et participant à l'acclimatation de modèles sociétaux nord-américains, L'Express décolle à nouveau et se généralise : nouvelles technologies, libération de la femme. L'Express devient le reflet des changements de la société française. Son tirage augmente.

#### Le déclic duDéfi américain
Jean-Jacques Servan-Schreiber est au milieu des années 1960 un riche patron de presse et un éditorialiste politique toujours à l'affût des nouvelles idées. Par ses brillantes analyses et synthèses, il attire à lui les cerveaux de sa génération. L'Express est le principal journal d'opposition au général de Gaulle et compte dans ses rangs quelques barons de la presse des décennies à venir : Claude Imbert, Jean-François Kahn, Catherine Nay, Michèle Cotta, Ivan Levaï.
Atlantiste et pro-américain, JJSS devient de plus en plus anti-gaulliste. Persuadé que le vieux général n'est plus l'homme d'une France moderne, il ne veut plus se contenter de son rôle d'observateur politique. Il est influent dans une partie de la gauche anti-communiste. Il essaie par exemple de pousser son ami Gaston Defferre à se présenter à l'élection présidentielle de 1965. La campagne de « Monsieur X » est un échec. Il suit ensuite de près la formation de la FGDS, créée afin de réunir dans une seule structure la gauche non communiste française autour de Mitterrand et de Mendès France.
JJSS est surtout un agitateur d'idées. Il considère que ses éditoriaux ne suffisent pas à éveiller ses concitoyens aux défis que la France va devoir relever. Il réfléchit donc à une possible entrée en politique.
Il fait à cette époque la rencontre de Michel Albert, haut fonctionnaire travaillant à Bruxelles pour le Marché Commun. Celui-ci lui fournit énormément de documentation et de rapports économiques que JJSS utilise de plus en plus dans ses éditoriaux. L'un d'eux bouleverse JJSS : les États-Unis et l'Europe se livreraient une guerre économique silencieuse où l'Europe semble totalement dépassée, tant dans les méthodes modernes de management que pour l'équipement technologique et la capacité de recherche. En fait, ce thème du « fossé technologique » est déjà un lieu commun qui inspire des politiques gouvernementales dans les principaux pays européens. Servan-Schreiber y trouve l'occasion de développer un argumentaire en faveur d'un fédéralisme européen, dans un livre choc destiné au marché des classes moyennes supérieures – les cadres qui lisent L'Express. Son livre Le Défi américain, paru en 1967, reste aujourd'hui le plus gros succès de librairie pour un essai politique[réf. souhaitée]. Le livre est traduit en quinze langues, se vend à des millions d'exemplaires partout dans le monde et est unanimement reconnu comme brillant. Il y prédit la généralisation de la micro-informatique et l'apparition d'internet ; il se trompe : en effet, il y prédit que le Concorde serait bientôt dépassé par « des avions de ligne américains supersoniques en service courant. »
Il est alors invité aux six coins de l'Hexagone et aux quatre coins de l'Europe. Il remplit les salles et commence à prôner une Europe fédérale ayant une monnaie commune et une France décentralisée – programme fédéraliste européen développé par plusieurs auteurs depuis l'entre-deux guerres.
La démission du président de Gaulle en 1969 le persuade qu'il a sa place dans le renouvellement du personnel politique. C'est ainsi qu'il devient secrétaire général du Parti radical-socialiste en octobre 1969 et entre de plain-pied dans l'arène politique. Par la suite, il est à deux reprises (17 octobre 1971-4 juillet 1975 et 15 mai 1977-16 octobre 1979) président du parti.

#### Une carrière politique mouvementée
En 1962, JJSS fait ses premiers pas en politique dans le Pays de Caux. Il se présente aux élections législatives, dans la huitième circonscription de la Seine-Maritime, correspondant alors à Yvetot, Cany-Barville et Saint-Valery-en-Caux. Il est battu par Roger Fossé qui devient plus tard président du Conseil régional de Haute-Normandie.
Coauteur avec Michel Albert du Manifeste radical en 1970, Jean-Jacques Servan-Schreiber est un homme politique atypique. Sa carrière est faite de grands combats avant-gardistes dans une France sociologiquement conservatrice au sein du Parti radical-socialiste. Il lutte prioritairement pour la décentralisation par la régionalisation, pour l'arrêt du programme Concorde afin de concentrer les efforts sur l'Airbus, plus rentable économiquement, pour l'arrêt des essais nucléaires, pour une réforme des grandes écoles et des concours, pour une plus juste progressivité de l'impôt sur le revenu, pour l'informatisation.
Ses positions sont très proches des sociaux-démocrates suédois. Il rencontre d'ailleurs le Premier ministre suédois Tage Erlander et son successeur Olof Palme. Que ce soit François Mitterrand au PS ou Michel Rocard au PSU, la gauche non communiste française de 1969-1970 est assez éloignée des sociaux-démocrates européens et utilise un vocabulaire proche du marxisme. JJSS apporte donc un style nouveau dans le paysage politique français. Il est clairement de centre-gauche, puisqu'il dénonce une économie qui est en train de « traiter l'homme avec la loi qu'elle applique à toutes choses : la loi de la rentabilité. Déjà elle nous mutile » écrit-il.
En juin 1970, Roger Souchal, député (UDR) de Meurthe-et-Moselle (circonscription de Nancy-Nord), démissionne en raison du tracé d'une autoroute jugée trop favorable à Metz.
Roger Souchal pense être réélu dans un fauteuil. Pourtant, à l'invitation du directeur charismatique de L'Est républicain Léon Chadé, et de plusieurs notables nancéiens, JJSS se présente. L'affaire semble impossible, surtout qu'il s'agit d'un duel entre un Parisien « parachuté » contre l'enfant du pays, héros de la Résistance. Les Nancéiens semblent flattés qu'un homme influent s'intéresse à la Lorraine[réf. nécessaire]. JJSS entame une campagne d'un style nouveau, utilisant sa force de frappe médiatique. C'est un succès puisqu'en ayant tous les partis de gauche comme de droite contre lui, JJSS arrive en tête au premier tour. Il obtient ensuite 55 % des suffrages dans un second tour en triangulaire puisque le candidat communiste, Michel Antoine, s'était maintenu et le candidat de l'UDR obtint 25 % des suffrages. Cette élection est un choc dans la classe politique française.
Le 20 septembre de la même année, il se présente contre Jacques Chaban-Delmas à Bordeaux. Voulant à tout prix en découdre avec la majorité UDR et le Premier ministre en exercice, JJSS se désole du manque de combativité de la gauche. Après que François Mitterrand a convaincu Robert Badinter de ne pas se présenter, JJSS se retrouve seul dans la bataille. Malgré son élection à Nancy, il se présente de nouveau. Alors qu'il volait de succès en succès, il est nettement défait à Bordeaux, ne recueillant que 16 % des suffrages, ce qui porte un rude coup à son image de marque.
Il est réélu à Nancy en 1973. En 1978, il voit son élection invalidée par le Conseil constitutionnel et perd l'élection partielle contre le socialiste Yvon Tondon le 24 septembre.

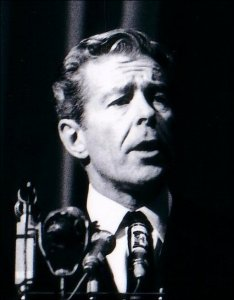
Jean-Jacques Servan-Schreiber en 1973 lors d'un congrès du Mouvement réformateur.

Au niveau national, Servan-Schreiber refuse tout accord avec le Parti communiste de Georges Marchais et ne veut donc pas faire alliance avec François Mitterrand. Sa stratégie centriste, marquée par la création d'une coalition avec le Centre démocrate et plusieurs petites formations de centre-gauche au sein du Mouvement réformateur ne fonctionne jamais et brise peu à peu le Parti radical dont il est devenu président.
JJSS est un orateur brillant ayant une grande capacité à convaincre. Il essaie d'amener dans le débat public des thèmes novateurs contre ce qu'il appelle « l'État-UDR », c'est-à-dire la mainmise des gaullistes sur tout l'appareil politique français. Mauvais négociateur, il n'arrive jamais à entrer dans les jeux du pouvoir pour y avoir un rôle. Il est brièvement ministre des Réformes du 28 mai au 9 juin 1974 mais est écarté par Jacques Chirac, qui le surnomme « le turlupin », pour son opposition à la reprise des essais nucléaires. Il est président du conseil régional de Lorraine de 1976 à 1978 en battant Pierre Messmer.
Ne voulant plus diriger au jour le jour son journal L'Express, qu'il a beaucoup utilisé pour financer son action politique et pour diffuser ses idées, il le vend en 1977 à l'homme d'affaires James Goldsmith. Sans cet appui précieux, sa carrière politique sombre rapidement. Il est pourtant le père fondateur de l'UDF pour aider le président Giscard d'Estaing à contrer la montée en puissance de Jacques Chirac aux élections législatives de 1978. La perte de son mandat de député de Nancy amoindrit considérablement son influence.
En 1979, JJSS remet son mandat de président du Parti radical, au moment des élections européennes, pour présenter, avec Françoise Giroud, la liste « Emploi, Égalité, Europe ». N'obtenant que 1,84 % des voix, Jean-Jacques Servan-Schreiber met un terme à sa carrière politique.
Financièrement, il est quasiment ruiné. La fortune qu'il avait retirée de la vente de L'Express a été totalement dépensée pour ses dernières campagnes.

#### L’éveilleur de l’ombre
JJSS écrit en 1980 un second livre à succès, Le Défi mondial. Il y résume l'histoire géopolitique contemporaine, raconte les chocs pétroliers et leurs conséquences, décrit le décollage technologique du Japon par l'informatisation et la robotisation, la capacité financière nouvelle qu'ont acquise les pays exportateurs de pétrole pour développer le Tiers-Monde, et les merveilles qu'il faut attendre de la micro-informatique. L'ouvrage révèle que JJSS jouit d'un cercle international de relations prestigieuses.
JJSS joue alors de son influence auprès de Gaston Defferre afin de convaincre Mitterrand de créer un institut d'informatisation de la France. C'est le Centre mondial informatique et ressource humaine (CMIRH) dirigé, lors de sa création, par Nicholas Negroponte et Seymour Papert. JJSS est, comme il l'était avec Mendès France et Giscard d'Estaing, un conseiller de l'ombre du président, un éveilleur et même dit-on un « visiteur du soir » (un conseiller officieux).
Malgré la venue à Paris de plusieurs grands chercheurs en informatique et quelques succès à l'Éducation nationale et dans l'agriculture, le Centre informatique est un gouffre financier, critiqué pour son inefficacité par la communauté scientifique et sanctionné dans un rapport de la Cour des comptes. Il est fermé en 1986 après un rapport d'audit effectué par un expert de l'industrie informatique. Il a permis à quelques jeunes Français de se passionner très tôt pour l'informatique. Le Centre lui-même n'a à son actif aucune découverte, aucun développement, aucune création d'entreprise.
JJSS s'envole alors pour les États-Unis avec ses quatre fils pour qu'ils soient formés à l'université Carnegie-Mellon à Pittsburgh, haut lieu de la recherche informatique et des sciences neurocognitives. Il dirige brièvement les relations internationales de l'université et y donne des cours de « réflexion stratégique » avant de revenir en France. Il rédige dans le même temps deux tomes de mémoires parus en 1991 et 1993, dont les récits sont à considérer avec les précautions d'usage.

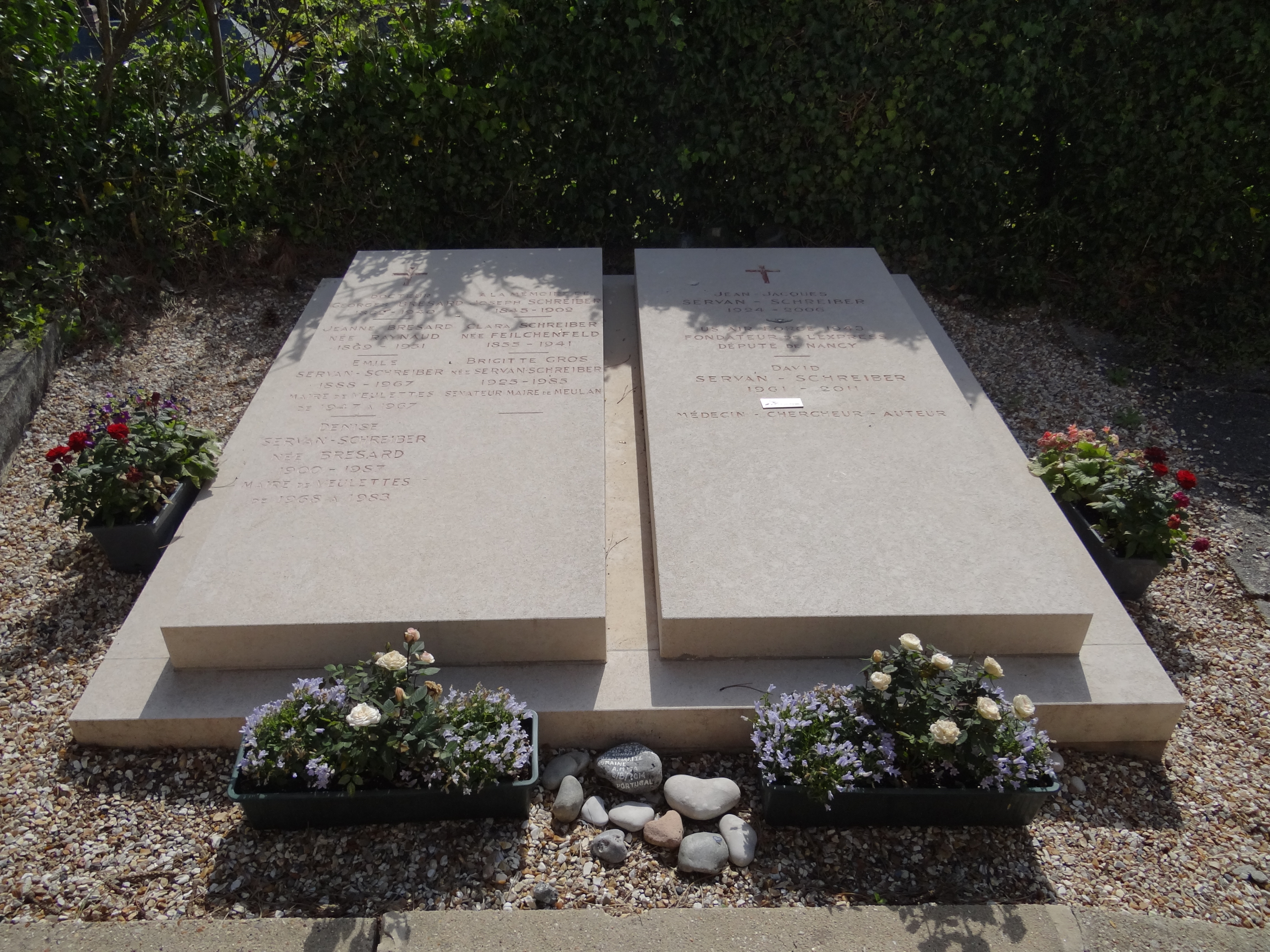
La tombe de Jean-Jacques Servan-Schreiber au cimetière de Veulettes-sur-Mer (Seine-Maritime).

Atteint d'une dégénérescence neurologique affectant sa mémoire, JJSS écrit son dernier article en 1996 avant d'abandonner toute activité de premier plan. Il tient à assister en avril 2001 à la diffusion publique d'un documentaire, toujours inédit en France, sur le général de Bollardière. La reconnaissance du courage exemplaire de son ancien compagnon d’armes fut son dernier engagement.
Il fait ensuite une toute dernière apparition publique en janvier 2003 lors des obsèques de Françoise Giroud.
Dans les dernières années de sa vie, il vit auprès de son épouse Sabine Becq de Fouquières, entre son appartement de Neuilly-sur-Seine et la maison familiale de Veulettes-sur-Mer. A sa mort en 2006, il est inhumé au cimetière de Veulettes-sur-Mer en Seine-Maritime.
Comme il le souhaitait, ses fils ont pris la relève. David, son fils aîné, est reconnu pour ses travaux en neuro-psychologie. Il est l'auteur du livre Guérir le stress et la dépression, sans médicaments ni psychanalyse qui approcherait les 700 000 exemplaires vendus. Franklin, Émile et Édouard sont des spécialistes des nouvelles technologies, de Marché de prédiction et d'exploration de données.
En 2016, le Conseil de Paris renomme un tronçon de l'allée centrale de l'avenue du Président-Wilson « allée Jean-Jacques-Servan-Schreiber » (16e arrondissement de Paris).

### Vie privée

#### Famille

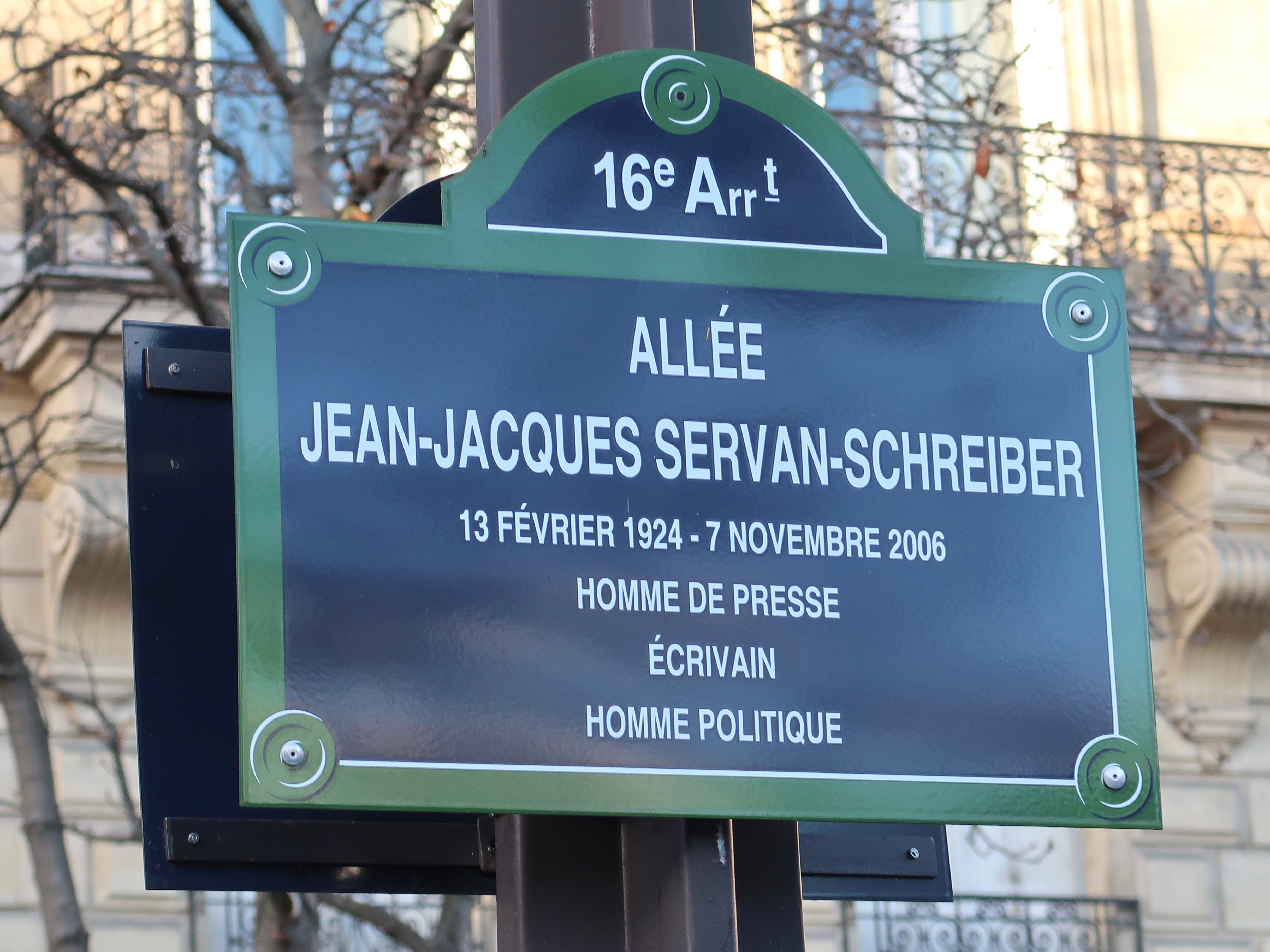
Plaque de l'allée Jean-Jacques-Servan-Schreiber (Paris).

- Fils d'Émile Servan-Schreiber, journaliste, et de Denise Brésard.
- Frère de :
  - Brigitte Gros, ancienne sénatrice des Yvelines et maire de Meulan
  - Bernadette Gradis, Secrétaire Général d'Avenir et Patrimoine
  - Christiane Collange, journaliste, écrivain
  - Jean-Louis Servan-Schreiber, journaliste
- Père de :
  - David Servan-Schreiber, médecin, auteur du best-seller Guérir (2003, Laffont), d'Anticancer (2007, Laffont) et de On peut se dire au revoir plusieurs fois (2011, Laffont).
  - Édouard Servan-Schreiber, directeur d'un institut d'études, protagoniste de Conversations impudiques avec Madeleine Chapsal.
  - Franklin Servan-Schreiber, spécialiste des nouvelles technologies, ancien directeur de la communication du Comité International Olympique.
  - Émile Servan-Schreiber, spécialiste en marchés de l'information, fondateur d'un site qui repose sur l'intelligence collective.
- Cousin de Jean-Claude Servan-Schreiber, homme politique.

## Ouvrages
- Jean-Jacques Servan-Schreiber, Lieutenant en Algérie, éditions Julliard, 1957.
- Jean-Jacques Servan-Schreiber, Le Défi américain, Paris, Éditions Denoël, 1967.
- Jean-Jacques Servan-Schreiber, Le Réveil de la France, Paris Éditions Denoël, 1968.
- Jean-Jacques Servan-Schreiber, Le Manifeste radical, Paris, Éditions Denoël, 1970.
- Jean-Jacques Servan-Schreiber, L'arme de la confiance, Paris, Éditions Robert Laffont, 1976, 61 pages.
- Jean-Jacques Servan-Schreiber, Le Manifeste, Paris, Firmin-Didot, 1977, 62 pages.  (ISBN 2-7196-0011-3).
- Jean-Jacques Servan-Schreiber, Le Défi mondial, Paris, LGF, 1981, (notes de lecture).
- Jean-Jacques Servan-Schreiber, Le choix des Juifs, Paris, Éditions Bernard Grasset, 1988.
- Jean-Jacques Servan-Schreiber, Passions, Paris, Fixot, 1991.
- Jean-Jacques Servan-Schreiber, Les Fossoyeurs, Paris, Fixot, 1993.